# Éliminatoires de la Coupe du monde de football 2014, zone Europe, groupe B

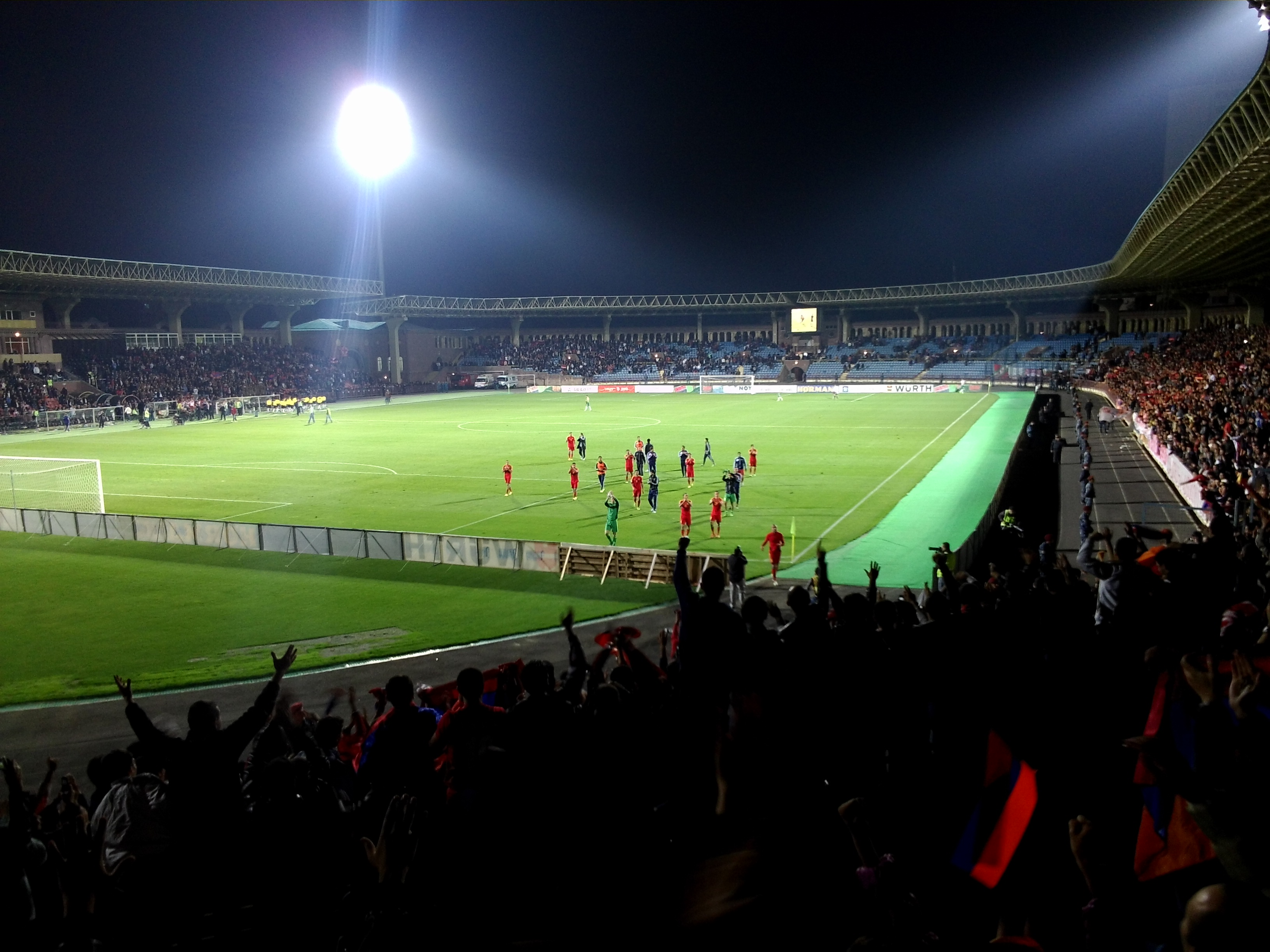
Les footballeurs de l'équipe nationale arménienne remercient les supporters pour leur soutien au cours du match opposant l'Arménie à la Bulgarie (3 septembre 2013).

Cet article donne les résultats des matches du groupe B de la zone Europe du tour préliminaire de la coupe du monde de football 2014.

## Classement
| Rang | Équipe   | Pts | J  | G | N | P | Bp | Bc | Diff |  | Résultats (▼ dom., ► ext.) |     |     |     |     |     |     |
| ---- | -------- | --- | -- | - | - | - | -- | -- | ---- |  | -------------------------- | --- | --- | --- | --- | --- | --- |
| 1    | Italie   | 22  | 10 | 6 | 4 | 0 | 19 | 9  | +10  |  | Italie                     |     | 3-1 | 2-1 | 1-0 | 2-2 | 2-0 |
| 2    | Danemark | 16  | 10 | 4 | 4 | 2 | 17 | 12 | +5   |  | Danemark                   | 2-2 |     | 0-0 | 1-1 | 0-4 | 6-0 |
| 3    | Tchéquie | 15  | 10 | 4 | 3 | 3 | 13 | 9  | +4   |  | Tchéquie                   | 0-0 | 0-3 |     | 0-0 | 1-2 | 3-1 |
| 4    | Bulgarie | 13  | 10 | 3 | 4 | 3 | 14 | 9  | +5   |  | Bulgarie                   | 2-2 | 1-1 | 0-1 |     | 1-0 | 6-0 |
| 5    | Arménie  | 13  | 10 | 4 | 1 | 5 | 12 | 13 | -1   |  | Arménie                    | 1-3 | 0-1 | 0-3 | 2-1 |     | 0-1 |
| 6    | Malte    | 3   | 10 | 1 | 0 | 9 | 5  | 28 | -23  |  | Malte                      | 0-2 | 1-2 | 1-4 | 1-2 | 0-1 |     |

- L'Italie est assurée d'être première du groupe et est donc qualifiée pour la coupe du monde de football de 2014 à la suite de sa victoire (2-1) contre la République tchèque, le 10 septembre 2013.
- Malte est éliminé à la suite de sa défaite (1-2) face à la Bulgarie, le 10 septembre 2013.

## Résultats et calendrier
Le calendrier du groupe B a été décidé le 28 novembre 2011 à Prague, République tchèque.
| 1re journée                  | Bulgarie                  | 2 – 2   | Italie          | Stade national Vassil Levski, Sofia              |                                                  |
| 7 septembre 2012 21:45 UTC+3 | Manolev 30e · Milanov 66e | (1 - 2) | 36e 40e Osvaldo | Spectateurs : 12 993 Arbitrage : Martin Atkinson | Spectateurs : 12 993 Arbitrage : Martin Atkinson |
| 7 septembre 2012 21:45 UTC+3 | Rapport                   |         |                 | Spectateurs : 12 993 Arbitrage : Martin Atkinson | Spectateurs : 12 993 Arbitrage : Martin Atkinson |

|             | Malte   | 0 – 1   | Arménie      | National Stadium, Ta' Qali                       |                                                  |
| 20:00 UTC+2 |         | (0 - 0) | 70e Sarkisov | Spectateurs : 3 517 Arbitrage : René Eisner (de) | Spectateurs : 3 517 Arbitrage : René Eisner (de) |
| 20:00 UTC+2 | Rapport |         |              | Spectateurs : 3 517 Arbitrage : René Eisner (de) | Spectateurs : 3 517 Arbitrage : René Eisner (de) |

| 8 septembre 2012 | Danemark | 0 – 0 | Tchéquie | Parken Stadium, Copenhague                      |                                                 |
| 20:15 UTC+2      |          |       |          | Spectateurs : 24 004 Arbitrage : Wolfgang Stark | Spectateurs : 24 004 Arbitrage : Wolfgang Stark |
| 20:15 UTC+2      | Rapport  |       |          | Spectateurs : 24 004 Arbitrage : Wolfgang Stark | Spectateurs : 24 004 Arbitrage : Wolfgang Stark |

| 2e journée                    | Bulgarie    | 1 – 0   | Arménie | Stade national Vassil Levski, Sofia             |                                                 |
| 11 septembre 2012 21:00 UTC+3 | Manolev 43e | (1 - 0) |         | Spectateurs : 17 883 Arbitrage : Stephan Studer | Spectateurs : 17 883 Arbitrage : Stephan Studer |
| 11 septembre 2012 21:00 UTC+3 | Rapport     |         |         | Spectateurs : 17 883 Arbitrage : Stephan Studer | Spectateurs : 17 883 Arbitrage : Stephan Studer |

|             | Italie                   | 2 – 0   | Malte | Stade Alberto-Braglia, Modène                  |                                                |
| 20:45 UTC+2 | Destro 5e · Peluso 90+2e | (1 - 0) |       | Spectateurs : 18 000 Arbitrage : Antti Munukka | Spectateurs : 18 000 Arbitrage : Antti Munukka |
| 20:45 UTC+2 | Rapport                  |         |       | Spectateurs : 18 000 Arbitrage : Antti Munukka | Spectateurs : 18 000 Arbitrage : Antti Munukka |

| 3e journée                  | Arménie        | 1 – 3   | Italie                                        | Stade Hrazdan, Erevan                                  |                                                        |
| 12 octobre 2012 21:00 UTC+4 | Mkhitaryan 28e | (1 - 1) | 11e (pen.) Pirlo · 64e De Rossi · 82e Osvaldo | Spectateurs : 25 000 Arbitrage : Marijo Strahonja (en) | Spectateurs : 25 000 Arbitrage : Marijo Strahonja (en) |
| 12 octobre 2012 21:00 UTC+4 | Rapport        |         |                                               | Spectateurs : 25 000 Arbitrage : Marijo Strahonja (en) | Spectateurs : 25 000 Arbitrage : Marijo Strahonja (en) |

|             | Bulgarie    | 1 – 1   | Danemark     | Stade national Vassil Levski, Sofia           |                                               |
| 21:00 UTC+3 | Rangelov 7e | (1 - 1) | 40e Bendtner | Spectateurs : 20 780 Arbitrage : Tony Chapron | Spectateurs : 20 780 Arbitrage : Tony Chapron |
| 21:00 UTC+3 | Rapport     |         |              | Spectateurs : 20 780 Arbitrage : Tony Chapron | Spectateurs : 20 780 Arbitrage : Tony Chapron |

|             | Tchéquie                                     | 3 – 1   | Malte      | Stade municipal (en), Plzeň                         |                                                     |
| 18:00 UTC+2 | Gebre Selassie 34e · Pekhart 52e · Rezek 67e | (1 - 1) | 38e Briffa | Spectateurs : 10 358 Arbitrage : Anar Salmanov (en) | Spectateurs : 10 358 Arbitrage : Anar Salmanov (en) |
| 18:00 UTC+2 | Rapport                                      |         |            | Spectateurs : 10 358 Arbitrage : Anar Salmanov (en) | Spectateurs : 10 358 Arbitrage : Anar Salmanov (en) |

| 4e journée                  | Tchéquie | 0 – 0 | Bulgarie | Generali Arena, Prague                                     |                                                            |
| 16 octobre 2012 20:00 UTC+2 |          |       |          | Spectateurs : 16 163 Arbitrage : Vladislav Bezborodov (en) | Spectateurs : 16 163 Arbitrage : Vladislav Bezborodov (en) |
| 16 octobre 2012 20:00 UTC+2 | Rapport  |       |          | Spectateurs : 16 163 Arbitrage : Vladislav Bezborodov (en) | Spectateurs : 16 163 Arbitrage : Vladislav Bezborodov (en) |

|             | Italie                                       | 3 – 1   | Danemark    | Stade Giuseppe-Meazza, Milan                   |                                                |
| 20:45 UTC+2 | Montolivo 34e · De Rossi 37e · Balotelli 54e | (2 - 1) | 45+1e Kvist | Spectateurs : 37 027 Arbitrage : Damir Skomina | Spectateurs : 37 027 Arbitrage : Damir Skomina |
| 20:45 UTC+2 | Rapport                                      |         |             | Spectateurs : 37 027 Arbitrage : Damir Skomina | Spectateurs : 37 027 Arbitrage : Damir Skomina |

| 5e journée               | Bulgarie                                                 | 6 – 0   | Malte | Stade national Vassil Levski, Sofia                       |                                                           |
| 22 mars 2013 18:00 UTC+2 | Tonev 6e 38e 68e · Popov 47e · Gargorov 55e · Ivanov 78e | (2 - 0) |       | Spectateurs : 0 (huis clos) Arbitrage : Eitan Shmuelevitz | Spectateurs : 0 (huis clos) Arbitrage : Eitan Shmuelevitz |
| 22 mars 2013 18:00 UTC+2 | Rapport                                                  |         |       | Spectateurs : 0 (huis clos) Arbitrage : Eitan Shmuelevitz | Spectateurs : 0 (huis clos) Arbitrage : Eitan Shmuelevitz |

|             | Tchéquie | 0 – 3   | Danemark                               | Stade Andrův, Olomouc                               |                                                     |
| 20:30 UTC+1 |          | (0 - 0) | 57e Cornelius · 67e Kjær · 83e Zimling | Spectateurs : 12 288 Arbitrage : Manuel Jorge Sousa | Spectateurs : 12 288 Arbitrage : Manuel Jorge Sousa |
| 20:30 UTC+1 | Rapport  |         |                                        | Spectateurs : 12 288 Arbitrage : Manuel Jorge Sousa | Spectateurs : 12 288 Arbitrage : Manuel Jorge Sousa |

| 6e journée               | Arménie | 0 – 3   | Tchéquie                    | Stade Hanrapetakan, Erevan                      |                                                 |
| 26 mars 2013 20:00 UTC+4 |         | (0 - 0) | 47e 81e Vydra · 90+4e Kolář | Spectateurs : 14 403 Arbitrage : Cristian Balaj | Spectateurs : 14 403 Arbitrage : Cristian Balaj |
| 26 mars 2013 20:00 UTC+4 | Rapport |         |                             | Spectateurs : 14 403 Arbitrage : Cristian Balaj | Spectateurs : 14 403 Arbitrage : Cristian Balaj |

|             | Danemark         | 1 – 1   | Bulgarie    | Parken Stadium, Copenhague                          |                                                     |
| 20:15 UTC+1 | Agger 63e (pen.) | (0 - 0) | 51e Manolev | Spectateurs : 22 357 Arbitrage : Fırat Aydınus (en) | Spectateurs : 22 357 Arbitrage : Fırat Aydınus (en) |
| 20:15 UTC+1 | Rapport          |         |             | Spectateurs : 22 357 Arbitrage : Fırat Aydınus (en) | Spectateurs : 22 357 Arbitrage : Fırat Aydınus (en) |

|             | Malte   | 0 – 2   | Italie                  | National Stadium, Ta' Qali                             |                                                        |
| 20:45 UTC+1 |         | (0 - 2) | 8e (pen.) 45e Balotelli | Spectateurs : 17 011 Arbitrage : Serdar Gözübüyük (en) | Spectateurs : 17 011 Arbitrage : Serdar Gözübüyük (en) |
| 20:45 UTC+1 | Rapport |         |                         | Spectateurs : 17 011 Arbitrage : Serdar Gözübüyük (en) | Spectateurs : 17 011 Arbitrage : Serdar Gözübüyük (en) |

| 7e journée              | Arménie | 0 – 1   | Malte     | Stade Hanrapetakan, Erevan                    |                                               |
| 7 juin 2013 20:00 UTC+4 |         | (0 - 1) | 8e Mifsud | Spectateurs : 8 500 Arbitrage : Arnold Hunter | Spectateurs : 8 500 Arbitrage : Arnold Hunter |
| 7 juin 2013 20:00 UTC+4 | Rapport |         |           | Spectateurs : 8 500 Arbitrage : Arnold Hunter | Spectateurs : 8 500 Arbitrage : Arnold Hunter |

|             | Tchéquie | 0 – 0 | Italie | Generali Arena, Prague                             |                                                    |
| 20:45 UTC+2 |          |       |        | Spectateurs : 18 235 Arbitrage : Svein Oddvar Moen | Spectateurs : 18 235 Arbitrage : Svein Oddvar Moen |
| 20:45 UTC+2 | Rapport  |       |        | Spectateurs : 18 235 Arbitrage : Svein Oddvar Moen | Spectateurs : 18 235 Arbitrage : Svein Oddvar Moen |

| 9e journée               | Danemark       | 0 – 4   | Arménie                         |  |  |
| 11 juin 2013 20:15 UTC+2 | Movsisyan 1,59 | (0 - 2) | 31e Mkrtchyan · 90+4e Ghazaryan |  |  |
| 11 juin 2013 20:15 UTC+2 | Rapport        |         |                                 |  |  |

| 9e journée                   | Tchéquie    | 1 – 2   | Arménie                         | Eden Aréna, Prague                              |                                                 |
| 6 septembre 2013 18:00 UTC+2 | Rosický 70e | (0 - 1) | 31e Mkrtchyan · 90+4e Ghazaryan | Spectateurs : 17 628 Arbitrage : Antony Gautier | Spectateurs : 17 628 Arbitrage : Antony Gautier |
| 6 septembre 2013 18:00 UTC+2 | Rapport     |         |                                 | Spectateurs : 17 628 Arbitrage : Antony Gautier | Spectateurs : 17 628 Arbitrage : Antony Gautier |

|             | Italie        | 1 – 0   | Bulgarie | Stadio Renzo Barbera, Palerme                            |                                                          |
| 20:45 UTC+2 | Gilardino 38e | (1 - 0) |          | Spectateurs : 28 662 Arbitrage : Carlos Velasco Carballo | Spectateurs : 28 662 Arbitrage : Carlos Velasco Carballo |
| 20:45 UTC+2 | Rapport       |         |          | Spectateurs : 28 662 Arbitrage : Carlos Velasco Carballo | Spectateurs : 28 662 Arbitrage : Carlos Velasco Carballo |

|             | Malte      | 1 – 2   | Danemark                                | National Stadium, Ta' Qali                               |                                                          |
| 20:00 UTC+2 | Failla 38e | (1 - 1) | 2e Andreasen · 53e (csc) Camilleri (en) | Spectateurs : 10 000 Arbitrage : Anastasios Sidiropoulos | Spectateurs : 10 000 Arbitrage : Anastasios Sidiropoulos |
| 20:00 UTC+2 | Rapport    |         |                                         | Spectateurs : 10 000 Arbitrage : Anastasios Sidiropoulos | Spectateurs : 10 000 Arbitrage : Anastasios Sidiropoulos |

| 10e journée                   | Arménie | 0 – 1   | Danemark  | Stade Hrazdan, Erevan                        |                                              |
| 10 septembre 2013 20:00 UTC+4 |         | (0 - 0) | 73e Agger | Spectateurs : 25 000 Arbitrage : Bas Nijhuis | Spectateurs : 25 000 Arbitrage : Bas Nijhuis |
| 10 septembre 2013 20:00 UTC+4 | Rapport |         |           | Spectateurs : 25 000 Arbitrage : Bas Nijhuis | Spectateurs : 25 000 Arbitrage : Bas Nijhuis |

|             | Italie                               | 2 – 1   | Tchéquie  | Juventus Stadium, Turin                         |                                                 |
| 20:45 UTC+2 | Chiellini 51e · Balotelli 54e (pen.) | (0 - 1) | 19e Kozák | Spectateurs : 35 299 Arbitrage : Jonas Eriksson | Spectateurs : 35 299 Arbitrage : Jonas Eriksson |
| 20:45 UTC+2 | Rapport                              |         |           | Spectateurs : 35 299 Arbitrage : Jonas Eriksson | Spectateurs : 35 299 Arbitrage : Jonas Eriksson |

|             | Malte       | 1 – 2   | Bulgarie                        | National Stadium, Ta' Qali                      |                                                 |
| 20:00 UTC+2 | Herrera 78e | (0 - 1) | 9e Dimitrov (en) · 59e Gargorov | Spectateurs : 4 844 Arbitrage : Alexandru Tudor | Spectateurs : 4 844 Arbitrage : Alexandru Tudor |
| 20:00 UTC+2 | Rapport     |         |                                 | Spectateurs : 4 844 Arbitrage : Alexandru Tudor | Spectateurs : 4 844 Arbitrage : Alexandru Tudor |

| 11e journée                 | Arménie                       | 2 – 1   | Bulgarie  | Stade Hrazdan, Erevan   |                         |
| 11 octobre 2013 19:00 UTC+4 | Özbiliz 45+1e · Movsisyan 87e | (1 - 0) | 61e Popov | Arbitrage : Felix Brych | Arbitrage : Felix Brych |

| 11 octobre 2013 | Danemark           | 2 – 2   | Italie                       | Parken Stadium, Copenhague  |                             |
| 20:15 UTC+2     | Bendtner 45+1e 79e | (1 - 1) | 28e Osvaldo · 90+1e Aquilani | Arbitrage : Stéphane Lannoy | Arbitrage : Stéphane Lannoy |

| 11 octobre 2013 | Malte      | 1 – 4   | Tchéquie                                             | National Stadium, Ta' Qali |                       |
| 19:30 UTC+2     | Mifsud 47e | (0 - 2) | 3e Hübschman · 34e Lafata · 51e Kadlec · 90e Pekhart | Arbitrage : Matej Jug      | Arbitrage : Matej Jug |

| 12e journée                 | Bulgarie | 0–1   | Tchéquie   | Stade national Vassil Levski, Sofia            |                                                |
| 15 octobre 2013 21:15 UTC+3 |          | (0-0) | 52e Dockal | Spectateurs : 25 464 Arbitrage : Viktor Kassai | Spectateurs : 25 464 Arbitrage : Viktor Kassai |

|             | Danemark                                                                  | 6–0   | Malte | Parken Stadium, Copenhague                          |                                                     |
| 20:15 UTC+2 | 9e 28eRasmussen · 11e (pen.) 40e (pen.)Agger · 28e Bjelland · 84e Nielsen | (4-0) |       | Spectateurs : 11 479 Arbitrage : Aleksandar Stavrev | Spectateurs : 11 479 Arbitrage : Aleksandar Stavrev |

|             | Italie                       | 2–2   | Arménie                       | Stadio San Paolo, Naples                        |                                                 |
| 20:45 UTC+2 | 24e Florenzi · 76e Balotelli | (1-1) | 6e Movsisyan · 70e Mkhitaryan | Spectateurs : 22 000 Arbitrage : Michael Oliver | Spectateurs : 22 000 Arbitrage : Michael Oliver |

## Buteurs
| Pos | Joueur                 | Pays     | Buts |
| --- | ---------------------- | -------- | ---- |
| 1   | Mario Balotelli        | Italie   | 5    |
| 2   | Yura Movsisyan         | Arménie  | 4    |
| 2   | Daniel Agger           | Danemark | 4    |
| 2   | Pablo Osvaldo          | Italie   | 4    |
| 5   | Henrikh Mkhitaryan     | Arménie  | 3    |
| 5   | Aleksandar Tonev       | Bulgarie | 3    |
| 5   | Stanislav Manolev      | Bulgarie | 3    |
| 5   | Nicklas Bendtner       | Danemark | 3    |
| 6   | Araz Özbiliz           | Arménie  | 2    |
| 6   | Emil Gargorov          | Bulgarie | 2    |
| 6   | Ivelin Popov           | Bulgarie | 2    |
| 6   | Morten Rasmussen       | Danemark | 2    |
| 6   | Daniele De Rossi       | Italie   | 2    |
| 6   | Michael Mifsud         | Malte    | 2    |
| 6   | Matěj Vydra            | Tchéquie | 2    |
| 6   | Tomáš Pekhart          | Tchéquie | 2    |
| 16  | Artur Sarkisov         | Arménie  | 1    |
| 16  | Karlen Mkrtchian       | Arménie  | 1    |
| 16  | Gevorg Ghazaryan       | Arménie  | 1    |
| 16  | Georgi Milanov         | Bulgarie | 1    |
| 16  | Dimitar Rangelov       | Bulgarie | 1    |
| 16  | Radoslav Dimitrov (en) | Bulgarie | 1    |
| 16  | Ivan Ivanov            | Bulgarie | 1    |
| 16  | Leon Andreasen         | Danemark | 1    |
| 16  | William Kvist          | Danemark | 1    |
| 16  | Andreas Cornelius      | Danemark | 1    |
| 16  | Simon Kjær             | Danemark | 1    |
| 16  | Niki Zimling           | Danemark | 1    |
| 16  | Andreas Bjelland       | Danemark | 1    |
| 16  | Nicki Bille Nielsen    | Danemark | 1    |
| 16  | Mattia Destro          | Italie   | 1    |
| 16  | Federico Peluso        | Italie   | 1    |
| 16  | Andrea Pirlo           | Italie   | 1    |
| 16  | Riccardo Montolivo     | Italie   | 1    |
| 16  | Giorgio Chiellini      | Italie   | 1    |
| 16  | Alessandro Florenzi    | Italie   | 1    |
| 16  | Alberto Gilardino      | Italie   | 1    |
| 16  | Alberto Aquilani       | Italie   | 1    |
| 16  | Roderick Briffa        | Malte    | 1    |
| 16  | Clayton Failla         | Malte    | 1    |
| 16  | Edward Herrera         | Malte    | 1    |
| 16  | Theodor Gebre Selassie | Tchéquie | 1    |
| 16  | Bořek Dočkal           | Tchéquie | 1    |
| 16  | Jan Rezek              | Tchéquie | 1    |
| 16  | Daniel Kolář           | Tchéquie | 1    |
| 16  | Libor Kozák            | Tchéquie | 1    |
| 16  | Tomáš Rosický          | Tchéquie | 1    |
| 16  | Tomáš Hübschman        | Tchéquie | 1    |
| 16  | David Lafata           | Tchéquie | 1    |
| 16  | Václav Kadlec          | Tchéquie | 1    |